# Magnus Pehrsson
Magnus Pehrsson švedski nogometaš in trener, * 25. maj 1976, Lidingö, Švedska.

## Življenjepis
Pehrsson se je rodil slabih 8 km stran od Stockholma v mestu Lidingö,ki ima okoli 45.000 prebivalcev.V letih 1995−2003 je igral za tri različne klube na Švedskem in Angliji.Trener je od leta 2004 in je doslej vodil 4 Švedske klube (Åtvidabergs FF, IK Sirius FK, GAIS,Djurgårdens IF) ter Danskega prvoligaša (Aalborg BK).Leta 2007 pa je bil športni komentator francoske TV postaje Canal + na Švedskem. 5.decembra 2013 pa je postal 19. selektor Estonije. 